# Янковский, Вячеслав Вячеславович
Вячеслав Вячеславович Янковский (26 сентября 1967, Москва, СССР) — профессиональный хореограф, танцор, постановщик, балетмейстер, основатель и руководитель тэп-студии «Flap».

## Биография
Родился 26 сентября 1967 года в семье железнодорожников.
В 1974 году начал заниматься хореографической студии ДК им. Астахова под руководством педагога-хореографа Елены Сергеевны Сучковой.
В 1977 году поступил в Детский эстрадно-хореографический коллектив «Буратино».
С 1982 году стал заниматься в «Спутнике» Государственного Академического Ансамбля И. А. Моисеева.
В 1986 году закончил МТЖДТ.
1986—1988 год — служба в рядах Советской армии.
В 1988 году получил приглашение в Ансамбль песни и пляски Московского военного округа ПВО, где отслужил 12 лет.
В 1997 году приглашён во всемирно известное шоу «Riverdance». Работал в США и Канаде до 2001 года.
В 2003 году на базе Школы искусств № 1332 (сейчас Школа № 2114) образовал тэп-студию «Flap», которая является одним из сильнейших степовых коллективов в России. Сейчас в студии около 100 воспитанников.
На процесс творческого становления повлияло знакомство и работа со звездами американского степа, такими как Ван «The Man» Портер (Van «The Man» Porter), Паррис Манн (Parris Mann), Мартин Дюма (Martin Dumas), Аарон Толсон (англ.), Уолтер Фриман (Walter Freeman).

## Избранные проекты
- 2006 — балетмейстер фестиваля «Факел» ОАО «Газпром».
- 2006 — художественный руководитель фестиваля «Танцуют все!» проводимого агентством «ArtМания».
- Продюсер и руководитель танцевального проекта «The Best Of…».[4]
- 2006 — организатор кубка Спартака по спортивно-танцевальному направлению TAP DANCE.
- Продюсер и руководитель танцевального проекта «Звёзды степа».[5]
- 2013 — хореограф-постановщик спектакля «Приключения Рыжика»[6] в театре Марка Розовского «У Никитских ворот».
- 2015 — балетмейстер фильма Сергея Алдонина «Людмила Гурченко»
- 2015 — балетмейстер концертной программы, посвященной 100-летнему юбилею Народного артиста СССР Владимира Михайловича Зельдина, который состоялся в Театре российской армии.
- 2016 — занимался подготовкой кастинга и репетиторством по tap-танцу ведущих актеров мюзикла компании Stage Entertaiment[7] «Поющие под дождем»[8].
- 2016—2017 — работа в проекте Broadway Dreams.
- 2018—2019 — балетмейстер-постановщик спектакля «Памятник неизвестному стиляге»[9] (реж. Марк Розовский) в театре «У Никитских ворот»[10].

## Награды
- 2013 — Президиумом совета по общественным наградам Российской Федерации награждён медалью ордена «За профессионализм и деловую репутацию» III степени.
- 2007 — На Чемпионате Европы по степу Вячеслав Янковский был признан лучшим руководителем среди коллективов чемпионата.
- 2007 — Награждён Правительством Москвы медалью «За доблестный труд».

## Личная жизнь
- Супруга Людмила работает администратором в студии «Flap».
  - Сын Павел (род. 1991) — пятикратный чемпион России, серебряный призёр чемпионатов Европы и Мира по степ-танцу (2006), с 2011 года ведет преподавательскую деятельность в составе студии «Flap».